# Peter Freyd

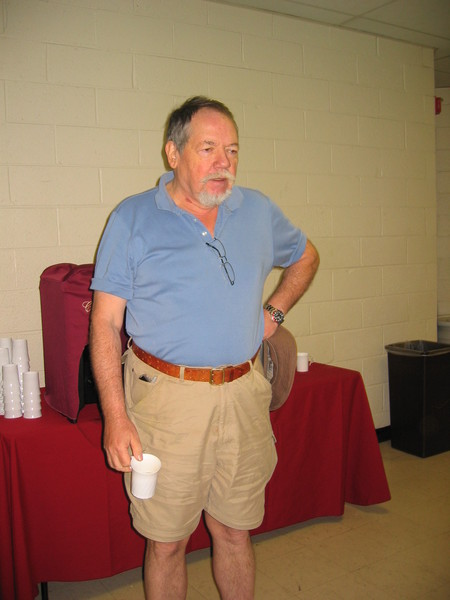
Peter Freyd, 2008

Peter John Freyd (* 5. Februar 1936 in Evanston, Illinois) ist ein US-amerikanischer Mathematiker und Informatiker. Er war Professor an der University of Pennsylvania.

## Leben
Freyd studierte an der Brown University (Bachelor 1958) und wurde 1960 an der Princeton University bei Norman Steenrod (Functor Theory) in Mathematik promoviert. 1960 bis 1962 war er Ritt Instructor an der Columbia University und danach zunächst Assistant Professor und ab 1968 Professor am Labor für Logik und Informatik der University of Pennsylvania. Seit 1987 ist er Professor für Informatik und seit 1993 Leiter des Labors für Logik und Informatik an der University of Pennsylvania. Er war unter anderem Gastprofessor an den Universitäten in Mailand, Löwen, Cambridge, Sydney, Montreal, in Mexiko, der Carnegie Mellon University und der Universität Chicago.
Freyd befasst sich mit Kategorientheorie, Topos-Theorie, Beweistheorie, stabiler Homotopietheorie, Modelltheorie und Knotentheorie. Er bewies den Hauptsatz für adjungierte Funktoren.
Er ist Fellow der American Mathematical Society.
Er ist seit 1957 verheiratet und hat zwei Töchter.

### Kontroverse
Peter J. Freyd ist von seiner Tochter, der Psychologie-Professorin Jennifer Freyd, des sexuellen Missbrauchs beschuldigt worden. Er bestreitet die Vorwürfe und hat als Reaktion darauf die False Memory Syndrome Foundation ins Leben gerufen.

## Werke
- Peter J. Freyd, Abelian Categories, an Introduction to the Theory of Functors. Harper & Row (1964). Available online.
- Peter J. Freyd and Andre Scedrov: Categories, Allegories. North-Holland (1999). ISBN 0-444-70368-3.
- Peter J. Freyd: Path Integrals, Bayesian Vision, and Is Gaussian Quadrature Really Good? Electr. Notes Theor. Comput. Sci. 29: (1999)
- Peter J. Freyd, Peter W. O’Hearn, A. John Power, Makoto Takeyama, R. Street, Robert D. Tennent: Bireflectivity. Theor. Comput. Sci. 228(1–2): 49–76 (1999)